# Saab 17
Il Saab 17 era un monoplano da bombardamento e ricognizione svedese degli anni quaranta.
Fu il primo aereo originale sviluppato dalla Saab dopo la sua nascita, avvenuta dalla fusione della Svenska Flygmotor AB con la AB Svenska Jarnvagsverksksaderna.

## Storia del progetto
Lo sviluppo nasce in risposta al bando di concorso governativo per un nuovo velivolo adatto a missioni di bombardamento tattico leggero e ricognizione aerea e destinato ad equipaggiare sia l'esercito che la Svenska marinen (marina militare. Il progetto, indicato come L-10, prevedeva una variante idrovolante più adatta alle esigenze di un'aviazione di marina. Dopo aver valutato i disegni preliminari inviati dalla ASJA (AB Svenska Järnvägsverkstädernas Aeroplanavdelning) e AB Forenade Flygverkstader (AFF), società che viene fondata nel marzo 1937 tra la stessa ASJA e la SAAB, la flygvapnet (aeronautica militare) sottoscrisse con quest'ultima un contratto, datato 29 novembre 1938, per la fornitura di due prototipi a scopo di valutazione.
Al fine di massimizzare i tempi di sviluppo del nuovo modello, nel periodo 1938-39 la ASJA assunse un totale di 46 elementi tra progettisti e specialisti nell'analisi strutturale, tutti di nazionalità statunitense, tuttavia l'avvio della campagna di Polonia del settembre 1939, premessa allo scoppio della Seconda guerra mondiale, ne fece rientrare in patria la maggior parte. Ciò nonostante, la loro influenza nello sviluppo risultò determinante nell'assicurare al modello un'ottima affidabilità.
Il primo dei due prototipi, oramai definitivamente indicato come Saab 17, volò per la prima volta il 18 maggio 1940, ai comandi del pilota collaudatore capo dell'azienda Claes Smith. Esso era motorizzato da un Bristol Mercury
XII di costruzione locale, realizzato su licenza dalla NOHAB, un radiale a 9 cilindri raffreddato ad aria capace di sviluppare una potenza pari a 880 hp (656 kW), sostituito nel secondo dal più potente Pratt & Whitney R-1830 Twin Wasp 14 cilindri doppia stella da 1 065 hp (794 kW).
La Saab propose alla flygvapnet di utilizzare il nuovo "modello 17" come bombardiere e, a seguito delle prove valutative, venne deciso di procedere in previsione di impiegare il velivolo in entrambi i ruoli, come poi sarebbe avvenuto.

## Tecnica

### Struttura
Il Saab 17 era un monoplano ad ala media, dotato di carrello retrattile all'indietro vistosamente carenato e ruotino di coda; il pilota ed il navigatore/bombardiere erano alloggiati in un abitacolo dalle dimensioni generose e dotato di vetratura continua.

### Motore

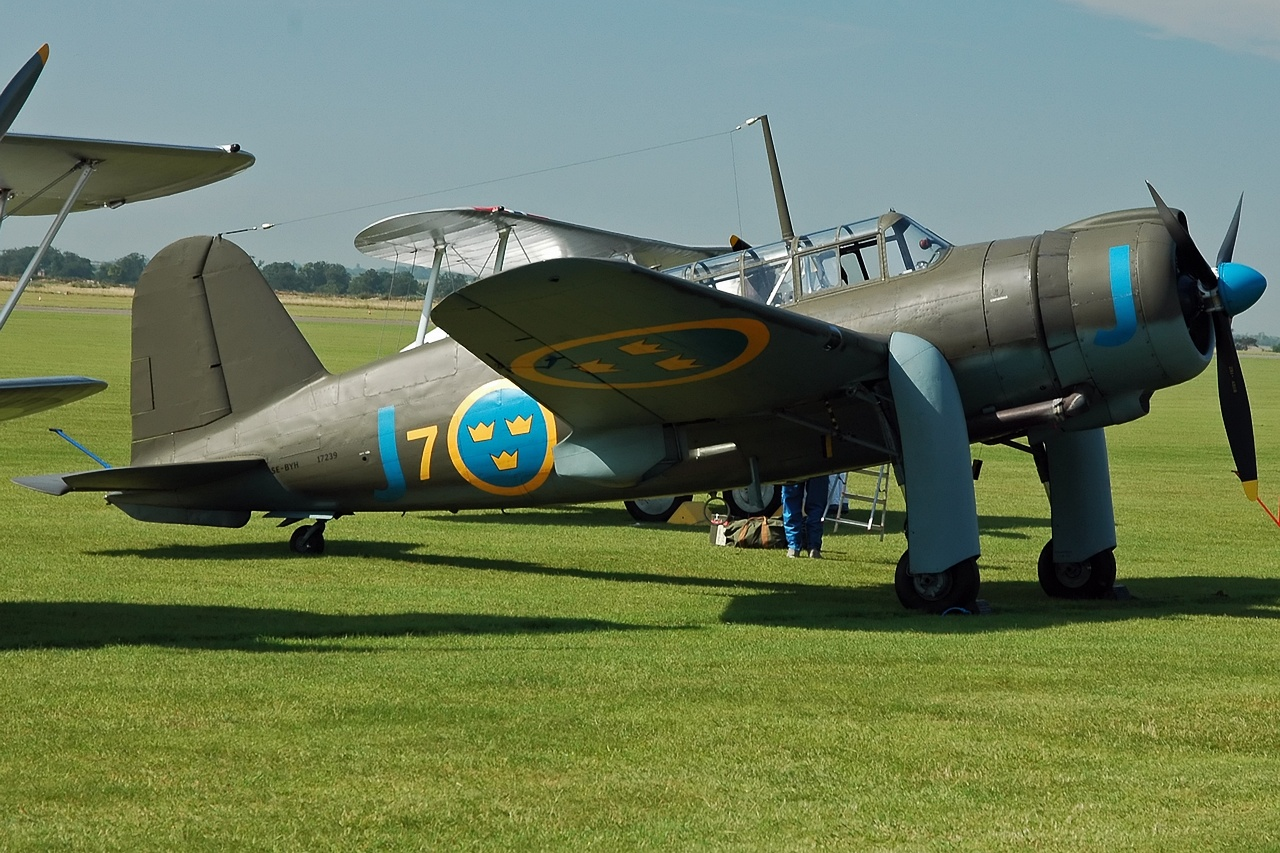
Un'altra veduta del Saab B17A esposto al Flygvapenmuseum di Linköping (Svezia).

Furono diverse le motorizzazioni impiegate dal Saab 17 nel corso della propria vita operativa; tutte, comunque, erano rappresentate da motori radiali.
I velivoli della versione "A" erano muniti di un Pratt & Whitney R-1830 Twin Wasp (nella versione SC3G), a 14 cilindri, capace di 1 050 hp, costruito su licenza in Svezia. Gli esemplari della versione "B" vennero motorizzati con Bristol Pegasus XXIV, a 9 cilindri, da 980 hp (sempre di costruzione svedese). Infine i velivoli della versione "C" vennero dotati dei Piaggio P.XIbis (ancora una volta prodotti in loco, su licenza): questi ultimi, radiali a 14 cilindri, sviluppavano una potenza di 1 006 hp.

### Armamento
I Saab 17 erano armati con due mitragliatrici alari M/39A da 13,2 mm ed un'altra mitragliatrice, in questo caso del calibro di 7,9 mm, brandeggiabile, situata nella cabina di pilotaggio a disposizione del bombardiere/navigatore.
Il carico di caduta era costituito da bombe, fino ad un massimo di 680 kg.

## Impiego operativo
Entrato in servizio alla fine del 1941, il Saab 17 evidenziò quale principale caratteristica un'estrema robustezza (che sarebbe rimasta una costante anche nei successivi modelli della Saab) e si rivelò estremamente versatile, adattandosi a ruoli diversi (come detto venne impiegato in reparti da ricognizione, ma anche in reparti da bombardamento tattico) o con diverse configurazioni: diversi esemplari vennero infatti muniti di galleggianti "a scarponi" e destinati all'impiego di pattugliatori marittimi, mentre molti dei velivoli "terrestri" vennero dotati di sci, in modo da poter operare anche da aviosuperfici innevate.
I Saab 17 vennero progressivamente ritirati dal servizio tra il 1947 ed il 1950; 46 esemplari vennero tuttavia rivenduti alle forze aeree dell'Etiopia, dove rimasero in servizio fino al 1968.
Anche altre forze aeree europee acquistarono, in momenti diversi, alcuni esemplari del Saab 17: Danimarca (in numero imprecisato), Finlandia (2 velivoli) e Austria (1 singolo esemplare); questi due ultimi paesi impiegarono il velivolo per il traino di bersagli.

## Versioni

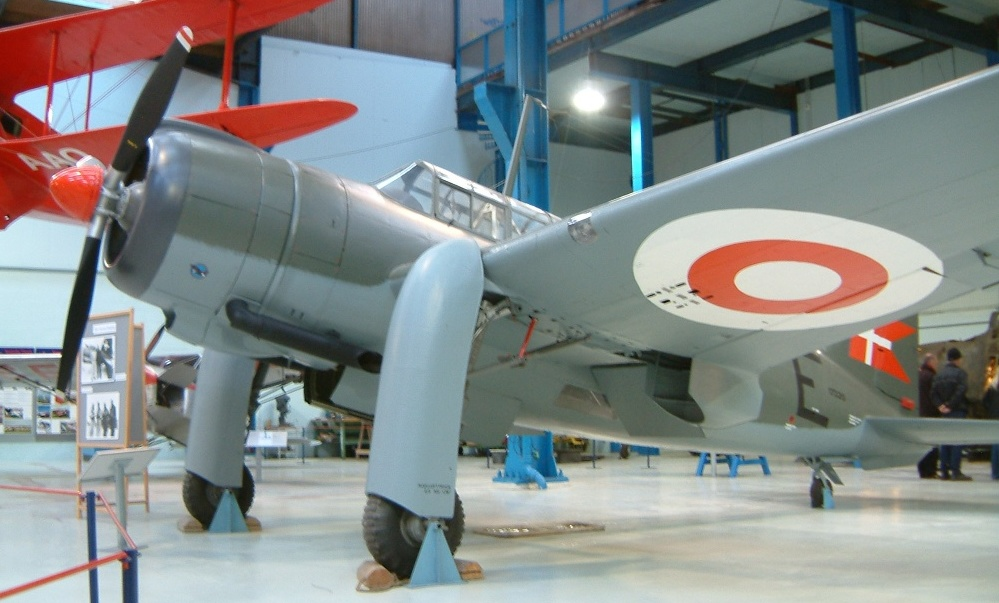
Un Saab B17A con i colori dell'aeronautica danese.

- B17A: versione da bombardamento, con propulsore Pratt & Whitney Twin Wasp (132 esemplari);
- B17B: versione da bombardamento, dotata del motore Bristol Mercury XXIV (55 esemplari);
- S17B: versione da ricognizione; frequentemente indicata con il suffisso "L" per indicare la variante "terrestre" del modello;
- S17BS: versione da ricognizione, in configurazione idrovolante, munita di galleggianti a scarponi;
- B17C: versione da bombardamento, motorizzata con i motori Piaggio P.XI (77 esemplari).

## Utilizzatori
Austria
- Österreichische Luftstreitkräfte

 Danimarca
- Hærens Flyvertropper

 Impero d'Etiopia
- Imperial Ethiopian Air Force

 Finlandia
- Suomen ilmavoimat

 Svezia
- Svenska Flygvapnet